# Riverhead (New York)
Riverhead is een gemeente en stad (town) aan de noordkant van Long Island in de Amerikaanse staat New York. Riverhead fungeert sinds 1792 als hoofdstad van Suffolk County, al zijn de meeste overheidskantoren gevestigd in de nabijgelegen plaats Hauppauge. De stad telt 35.902 inwoners.

## Etymologie
Riverhead betekent rivierhoofd. De stad ontleent zijn naam aan de ligging aan de monding van de Peconicrivier.

## Geografie

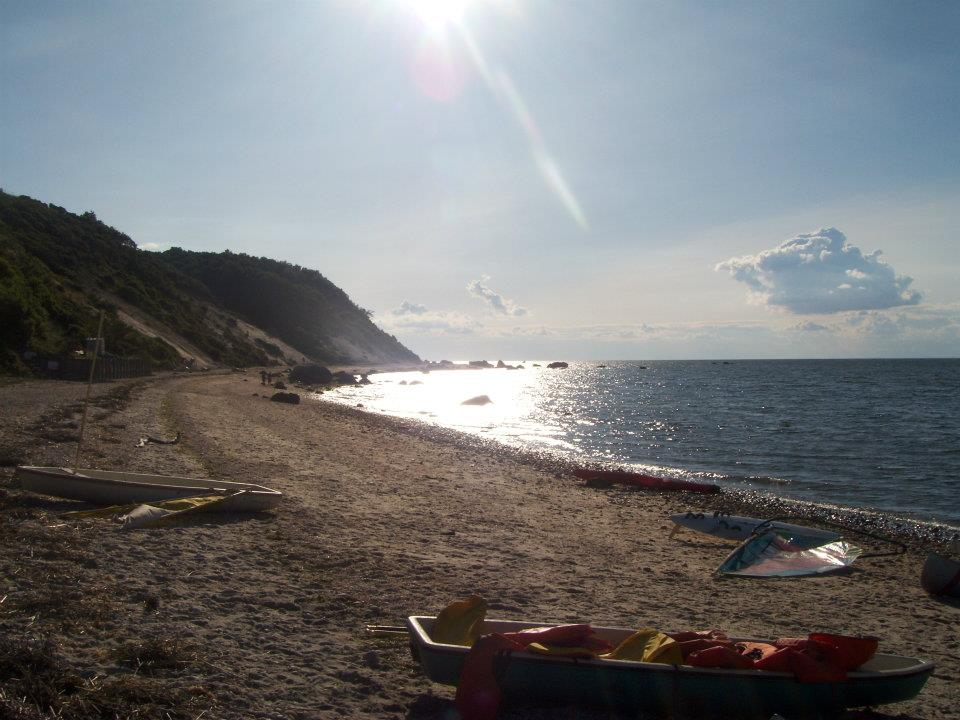
Het Baiting Hollow-strand

Riverhead ligt op 123 km afstand van New York en ligt pal tegenover de staat Connecticut. De Long Island Sound scheidt Riverhead van Connecticut. Aan de oostkant grenst Riverhead aan de nabijgelegen plaats Southold.
66,53% van de gemeente bestaat uit water. Ook landbouw speelt een grote rol in de gemeente: het landbouwoppervlak beslaat 80,93 km2 van de in totaal 141,63 km2 op Long Island. Verder zijn er vier openbare stranden en diverse jachthavens.

### Dorpen en steden
Andere tot de gemeente behorende plaatsen zijn:
- Aquebogue
- Baiting Hollow
- Calverton  (een klein deel van de plaats behoort tot de gemeente Brookhaven)
- Jamesport
- Laurel  (deels - het andere deel behoort tot de gemeente Southold)
- Manorville (slechts een klein deel - de rest van de plaats behoort tot de gemeente Brookhaven)
- Northville
- Riverhead (buitengebied)
- Wading River  (een klein deel van de plaats behoort tot de gemeente Brookhaven)
- Centerville
- Polishtown
- Reeves Park
- Roanoke
- South Jamesport
- Sweyze

### Parken
Naast diverse kleinere parken in de stad, liggen er drie grote parken rondom Riverhead:
- Hallock State Park Preserve, een staatspark
- Wildwood State Park, eveneens een staatspark
- Indian Island County Park, een park beheerd door de county

## Geschiedenis
In 1649 kochten Europese kolonisten het gebied in en om Riverhead van de Shinnecock, een van de inheemse stammen op Long Island. Kolonel William Smith kocht in 1742 nog enkele stukken land aan en verdeelde het onder de kolonisten.
De huidige stad is na de Amerikaanse Revolutie ontstaan. Door nieuwe wetgeving moest het gebied worden opgedeeld, waardoor Southold (wat heden ten dage ten (noord)oosten van Riverhead ligt) een deel van haar gebied moest afstaan. Op 13 maart 1792 werd dit feit beslecht en werd het deel dat werd afgestaan omgedoopt tot River Head. Ook werd Riverhead hierop benoemd tot hoofdstad van Suffolk County, ten koste van Southold.
In 1902 woonden er ongeveer 2500 mensen in Riverhead.
Aan het begin van de twintigste eeuw was er een grote toename van Poolse immigranten. Uiteindelijk stichtten zij een eigen dorp, wat nog bestaat onder de naam Polishtown. Jaarlijks wordt er door de inwoners een Poolse braderie georganiseerd.

## Verkeer en vervoer

### Spoorlijnen

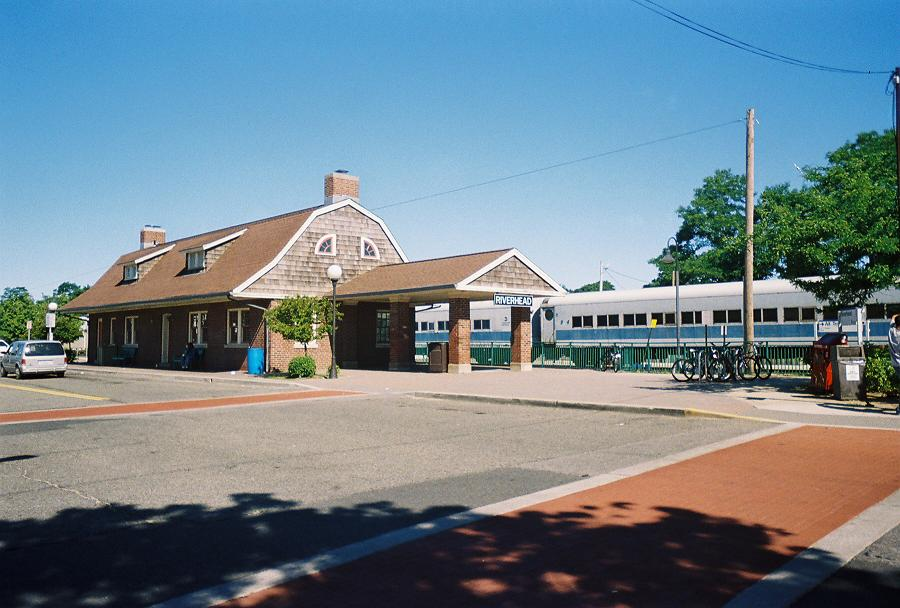
Station Riverhead in 2007

Riverhead beschikt over een gelijknamig station, gelegen aan de hoofdspoorlijn (Main Line) van de Long Island Rail Road. Het station is tevens het begin- en eindpunt van de museumlijn van het Long Island-spoorwegmuseum. Het station is op 29 juli 1844 geopend.

### Buslijnen
Riverhead wordt bediend door buslijnen van Suffolk County Transit en Hampton Jitney.

### Wegen
- Interstate 495 – New York
- New York State Route 25A Stony Brookuniversiteit
- New York State Route 25 – New York, Orient Point
- County Route 58 (Suffolk County, New York)
- County Route 105 (Suffolk County, New York)

### Vliegvelden

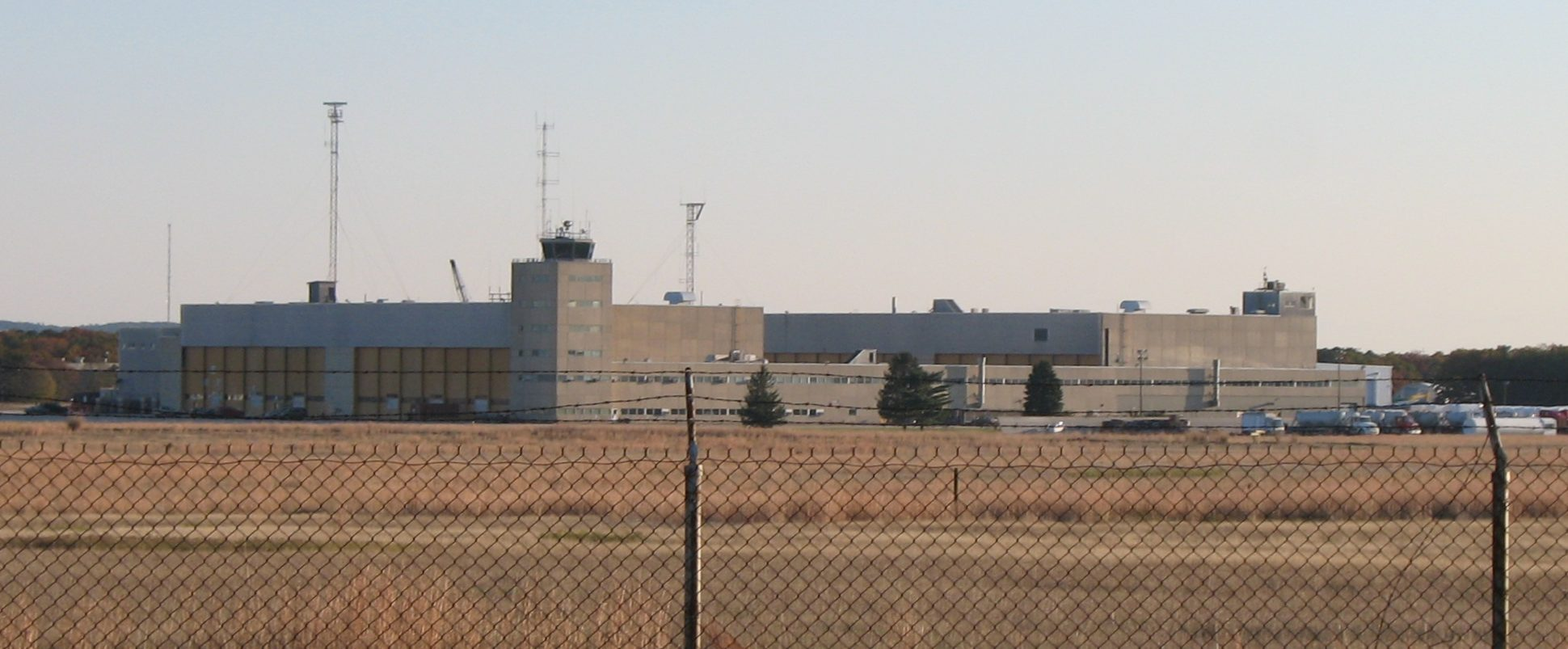
Calverton Executive Airpark

Nabij de stad ligt een klein privévliegveld genaamd Calverton Executive Airpark (voorheen onderdeel van het terrein van een militaire wapenfabrikant).

## Media
Riverhead heeft een lokale krant genaamd Riverhead News-Review. De eerste uitgave hiervan verscheen in 1950, nadat Harry Lee Publishing Co. Inc - toen bekend van de krant The County Review (1903–1950) - het lokale dagblad The Riverhead News (1868–1950) opkocht en beide kranten voortzette onder de nieuwe naam The News-Review. In 1977 nam Times/Review Newspapers Corp. de krant, evenals The Suffolk Times uit Greenport, over.
In 2010 werd een lokale nieuwssite genaamd RiverheadLOCAL opgezet. De site is in handen van East End Local Media Corp., een klein bedrijf uit Riverhead.

## Galerij

Postkantoor in het centrum
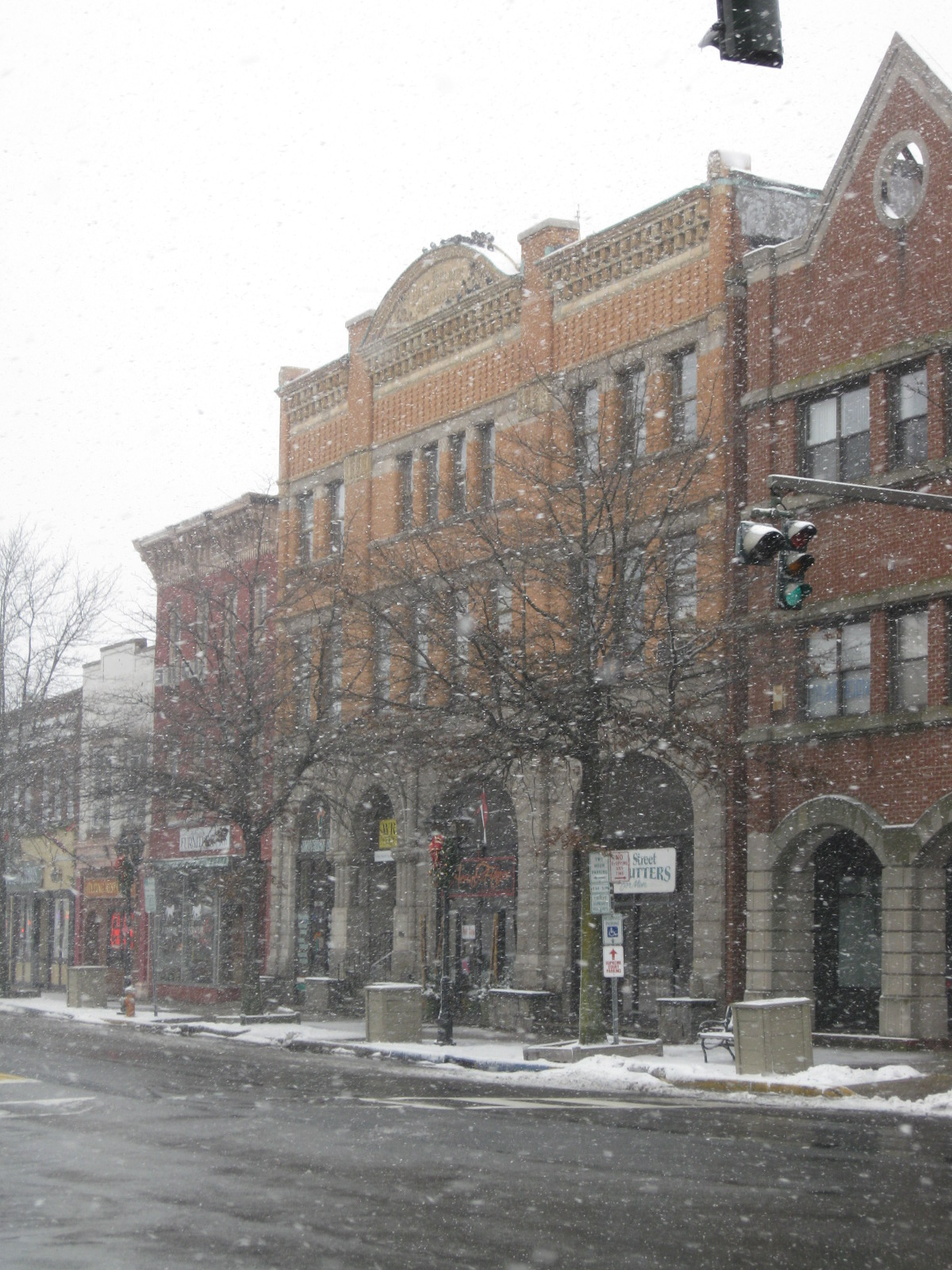
Straat in het centrum
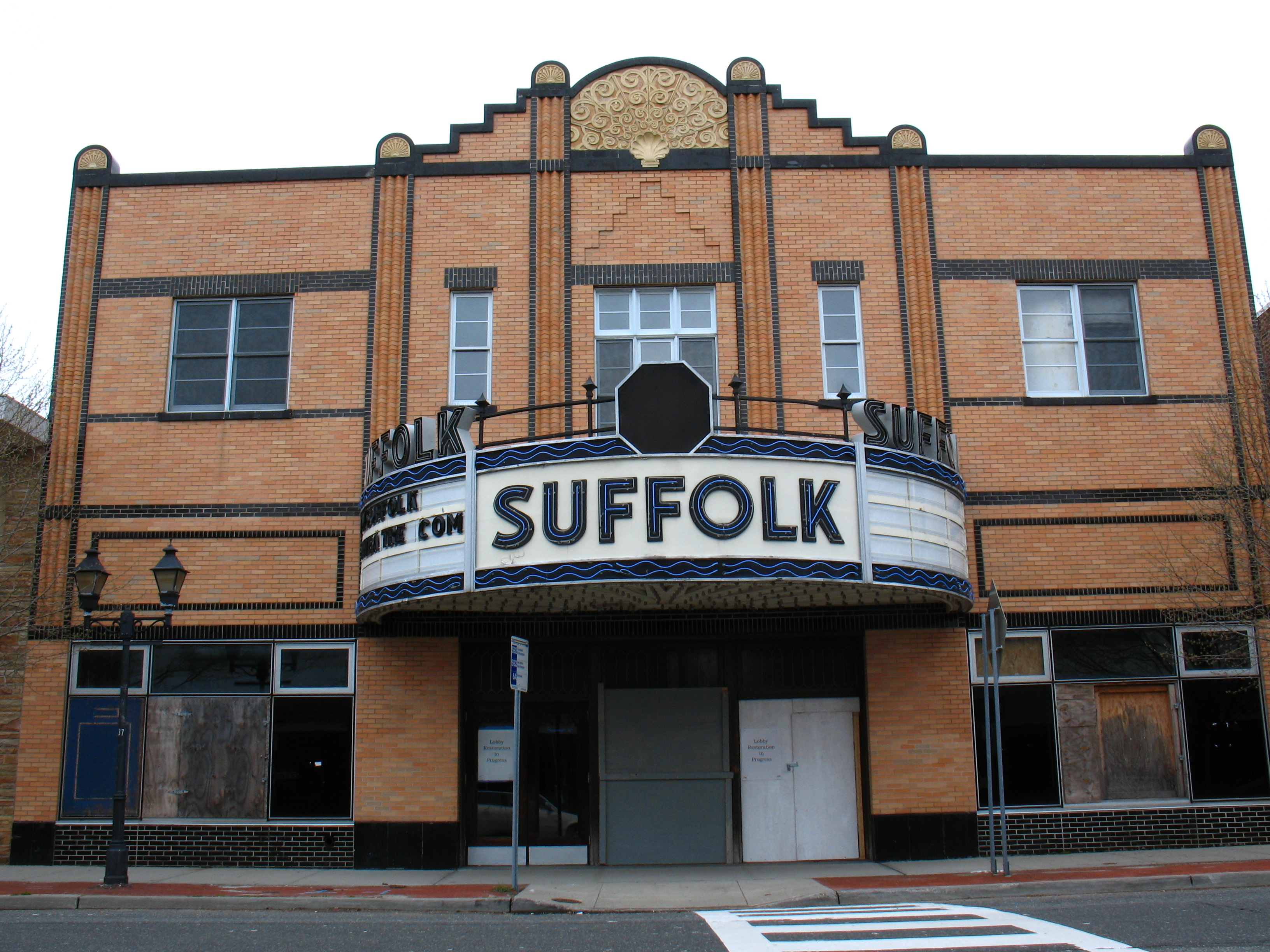
Suffolk Theatre (bioscoop) in het centrum
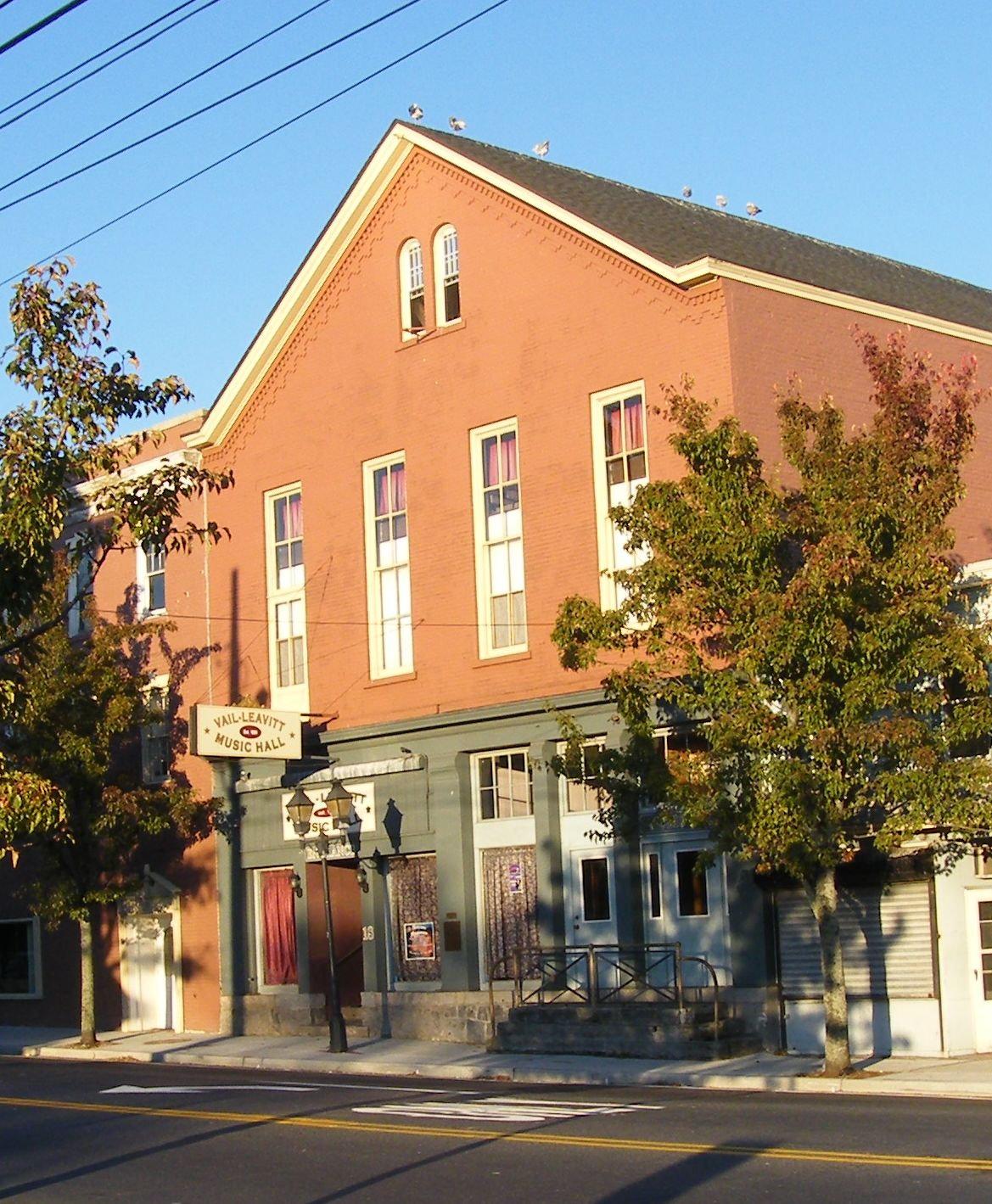
Vail-Leavitt-theater in het centrum
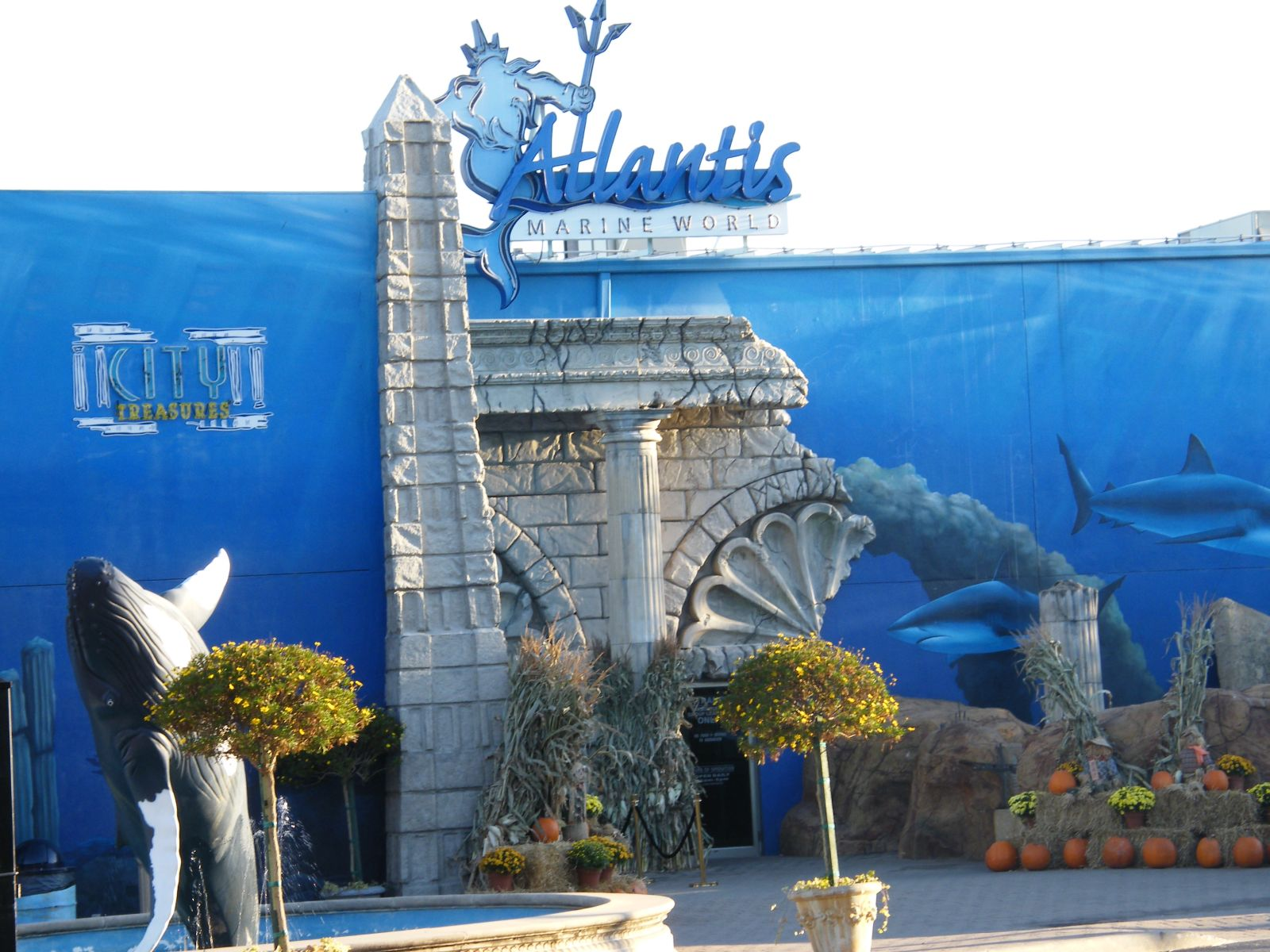
Openbaar aquarium in Riverhead
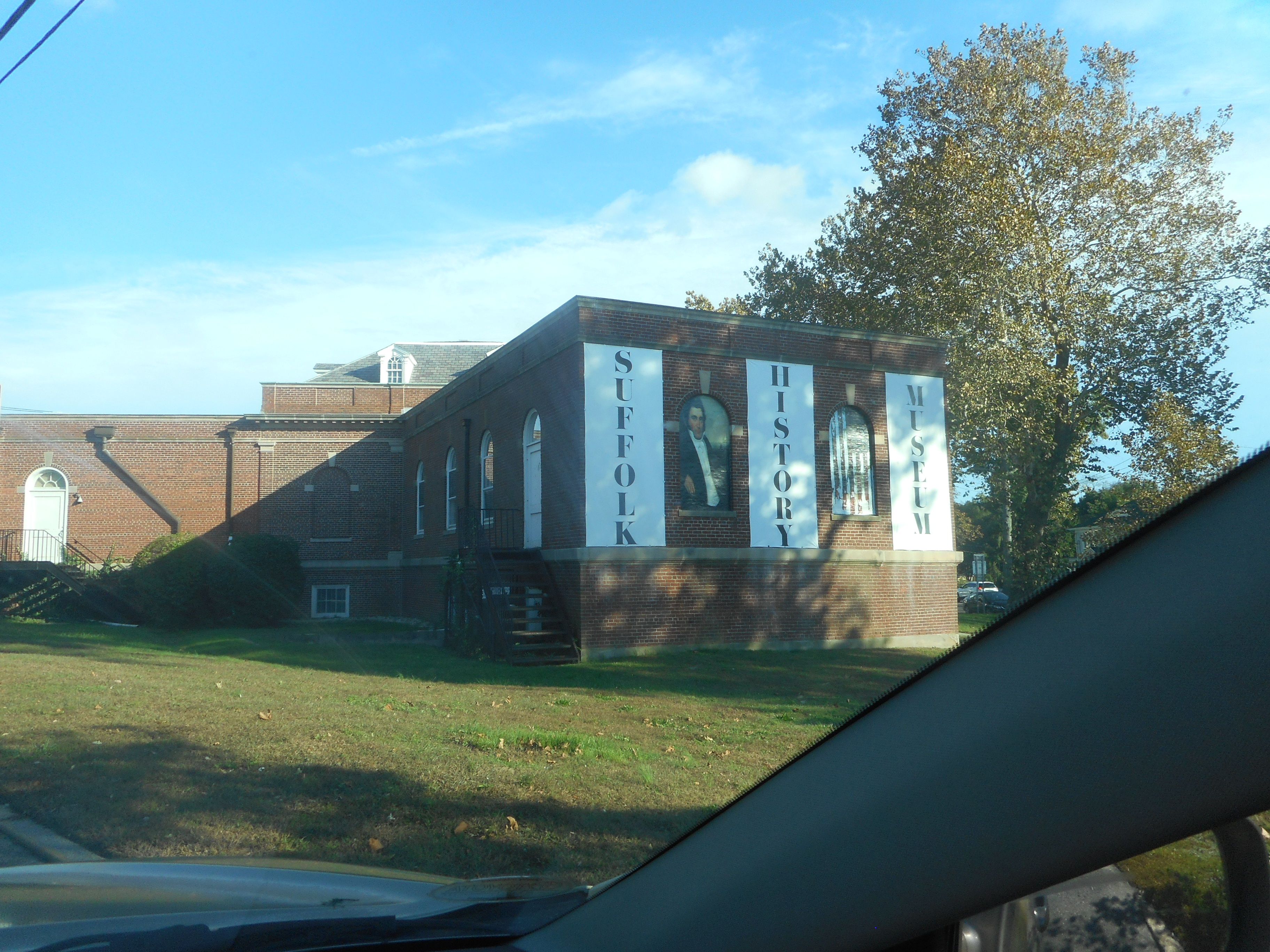
Gebouw van de historische vereniging

## Trivia
- Riverhead was in eerste instantie het beoogde eindpunt van de Long Island Motor Parkway, maar de weg werd uiteindelijk niet verder gelegd dan Lake Ronkonkoma.